# Granite Falls (Minnesota)
Granite Falls egy város az USA Minnesota államának Yellow Medicine és  Chippewa megyéjében. Yellow Medicine megye megyeszékhelye. Neves személyisége Andrew Volstead republikánus politikus, az amerikai szesztilalom egyik emblematikus alakja.

## Népesség
| 2010 | 853   |
| 2020 | 2 737 |